# 光解離領域
光解離領域（こうかいりりょういき、Photodissociation region:PDR）とは、星間空間において、恒星からの紫外線放射によって星間物質（分子ガス）が光解離される領域のこと。Photo dominant regionとも呼ばれた。